# Arthur Lee (diplomate)
Pour les articles homonymes, voir Arthur Lee et Lee.
Arthur Lee (1740-1792), était un diplomate américain durant la guerre d'indépendance des États-Unis. Ses frères William Lee (1739-1795), Richard Henry Lee (1732-1794) et Francis Lightfoot Lee (1734-1797) étaient également diplomates américains lors de cette guerre.
Il entame des études de médecine, mais décide ensuite de faire des études de droit. Durant la guerre d'indépendance, il est envoyé par le Congrès des États-Unis vers l'Espagne et la Prusse pour obtenir leur soutien, mais il échoue. En décembre 1775, il rencontre Beaumarchais chez John Wilkes, Lord Mayor de Londres, un partisan de l'indépendance américaine.
Précédé de Silas Deane, il rejoint ensuite Paris en 1776, avant Benjamin Franklin. Mais Beaumarchais a lié depuis des relations avec Deane, il s'ensuivra des litiges et la mise en cause de Deane qui doit rejoindre les États-Unis. Lee et Franklin arrivent enfin à obtenir un soutien militaire important de la part de la France.
La Virginie l'envoya comme délégué lors du congrès de 1782.